# Kotelnîțea, Voloveț
Kotelnîțea (în ucraineană Котельниця, în maghiară Katlanfalu) este un sat în comuna Tîșiv din raionul Voloveț, regiunea Transcarpatia, Ucraina.

## Demografie
Componența lingvistică a localității Kotelnîțea
     Ucraineană (99,55%)
     Alte limbi (0,45%)
Conform recensământului din 2001, majoritatea populației localității Kotelnîțea era vorbitoare de ucraineană (99,55%), existând în minoritate și vorbitori de alte limbi.